# الصبر لله والرجوع لربي
الصبر لله والرجوع لربي أو الزبوبية هي قصيدة باللهجة التونسية من الشعر الحر نظمها الشعر التونسي عبد الرحمان الكافي في فترة الاستعمار الفرنسي والتي اشتهرت ببذاءتها، والتي ينقد فيها الشاعر الاستعمار الفرنسي في تونس ورموز السلطة كافة.

## مطلع القصيدة
ذلك هو مطلع القصيدة التي اشتهرت في تاريخ تونس زمن الاستعمار وردّدها طلبة السبعينات من القرن الماضي في سياق حماسي ممزوج بنوع من الدعابة الثورية.
| الصبر لله والرجوع لربي | الصبر لله والرجــــــوع لربي …… أما الدنيا و أهلها في (الغربي) الرجــــــــــــاء في المولى … . …أما الدنيا و أهلها مجمـــوله | الصبر لله والرجوع لربي |

## خاتمة القصيد
استعملها بعض المدافعين عن بقيا كرامة الموظف والوظيفة وجاء فيها :
| الصبر لله والرجوع لربي | العزّ في النار و لا الذلّ في الجنّة … موت الشرف و لا حياة الكبّي | الصبر لله والرجوع لربي |